# 富士山丸 (飯野海運)
富士山丸（ふじさんまる）は、飯野商事（のちの飯野海運）において五代続いているタンカーの船名である。それぞれは1931年（昭和6年）竣工の初代、1944年（昭和19年）竣工の二代、1957年（昭和32年）竣工の三代および1980年（昭和55年）竣工の四代、そして2020年（令和2年）竣工の五代である。
本項では富士山丸を称するタンカーについて、第二次世界大戦前の日本のタンカー界において一つの標準形を作った初代、南号作戦帰還船で戦後も石油輸送に従事した二代を中心に解説し、飯野海運の初期のスーパータンカーの一隻である三代についても解説する。

## 富士山丸・初代

### 建造までの経緯
飯野商事は創業以来、日本海軍とのつながりが深く、当初は石炭輸送で成果を挙げていた。その海軍は大正時代末期から艦艇燃料を石炭から石油に切り替えつつあり、重油の貯蔵を開始した。その石油類の輸送に従事する大型タンカーとしては、海軍がすでに知床型給油艦や隠戸型給油艦を整備していたものの、民間の大型タンカーは、1910年（明治43年）建造の「紀洋丸」（東洋汽船、9,287トン）や1921年（大正10年）建造の「橘丸」（帝国石油、6,539トン）などが就航していた程度だった。しかし、石油時代到来を予見した三菱商事が1926年（大正15年）に大型タンカーを発注するなど、次第に大型タンカー建造の機運も高まっていった。そのころ、飯野商事でも小型タンカー「第一鷹取丸」（878トン）を自主建造し、タンカー業者の仲間入りを果たしていた。
タンカー時代の到来を見た海軍は優秀タンカー建造保護政策を打ち出し、1929年（昭和4年）6月にタンカー業者を招集して優秀タンカーの建造を要請する。ところが、招集された業者の多くは採算性を問題視して、海軍の要請に対して簡単には応じなかった。他社が尻込みする中で、飯野商事では十分な研究を行なった上に、海軍との積年の付き合いを重んじて大型タンカー導入を決した。まず手始めに特務艦「野間」の払い下げを受けて改装し、「日本丸」（5,841トン）と命名して就航させる。次いで1930年（昭和5年）4月には大型タンカー建造の請書を海軍に提出した上で、播磨造船所にタンカーの建造を発注した。しかし、当時は小規模海運会社だった飯野商事の動きに対し、同業者は「無謀」と断じていい顔をしなかった。さらに、資金面でも難題が待ち構えていた。タンカー建造発注直後の昭和5年5月17日、日本興業銀行などが造船資金貸付補給制度を実施し、飯野商事は早々に幹部を派遣して融資の要請を行ったが、日本興業銀行側は9月から総裁となった結城豊太郎を初めとする幹部がタンカーの将来性について懐疑的であり、また飯野商事の信用も十分ではなかったため、当初は融資には否定的であった。これに対して飯野商事は交渉を重ね、日本興業銀行側も飯野商事の調査を徹底的に行った結果、飯野商事に条件を提示して、条件を呑めば融資に応じることとなった。条件の一つが「海軍から永久使用の証明書をとってくる」というものだったが、海軍はこれには応じなかったため、融資の交渉は暗礁に乗り上げるかに見えた。ここで助け舟を出したのは播磨造船所で、海軍が飯野商事のタンカー建造に手を貸すことの有用性を説いた。このことと、海軍と飯野商事との付き合いが有利に働いて飯野商事に永久使用の証明書を発行することとなり、1931年（昭和6年）1月に融資が決まって、資金面の難題が解決した。実際に建造が始まってからも「外野」の声はやかましく、折からの世界恐慌との兼ね合いで解約を勧める者もいた。

### 船歴
「富士山丸」は、このような紆余曲折を経て昭和5年8月28日に播磨造船所で起工し昭和6年5月31日に進水、8月27日に竣工した。船体面の特徴として、これまで日本で建造されたタンカーは縦通隔壁が1条しかなく、それがために縦方向の強度が十分ではなかった。「富士山丸」では船体が大きくなったためロイド・レジスターの監修を得てこれを改善し、縦通隔壁を2条渡しつつ横隔壁もジグザグ状に配して強度を持たせた。搭載するディーゼル機関はマン社から購入したもので、積載量増加を狙って1基だけ設置した。バルブやフリューガス消火装置など各種備品も当時の最新式のものが導入され、竣工後も期待にそむかない成績を挙げた「富士山丸」は以降、「本邦油槽船の規範」、「当時のタンカーの標準型」と目されるようになった。もっとも、飯野商事が次に整備したタンカーである「東亜丸」（10,052トン）の建造は川崎造船所に発注され、「富士山丸」とは船型も異なっており、「富士山丸」の同型船はなかった。
就役後、「富士山丸」は初航海で海軍向けのオハ原油11,659トン積み取り、徳山に陸揚げした。以降、徴傭されるまでの11年間に海軍向け、民間向け合わせて100航海もの石油輸送を行い、その数量は1,128,852トンに及んだ。100航海のうち、海軍向けは63航海であった。1941年（昭和16年）11月22日付で日本海軍に徴傭され、12月10日付で特設運送船(給油船)として入籍する。12月2日から12月24日まで佐野安船渠で特設運送船としての艤装工事が行われた。特設運送船となった「富士山丸」は、同じく特設運送船(給油船)になっていた「東亜丸」や、特務艦「隠戸」とともに第六艦隊（清水光美中将）に補給部隊として配属される。1942年（昭和17年）2月10日以降は南方作戦に転用され、次いでアリューシャン方面の戦いに加わる。昭和17年7月5日にアメリカ潜水艦「グロウラー」の雷撃で大破した駆逐艦「霞」の曳航も行った。8月下旬にソロモン方面に転じ、12月10日にはショートランドで爆撃を受け、火災を起こす。1943年（昭和18年）以降は燃料輸送のほか、クェゼリン環礁への陸兵輸送なども行った。
1944年（昭和19年）2月3日、「富士山丸」は特設運送船(給油船)「神国丸」（神戸桟橋、10,020トン）、特設運送船「天城山丸」（三井船舶、7,620トン）および護衛の駆逐艦「春雨」、「時雨」とともに輸送船団を構成し、バリクパパンを出港。2月13日にアメリカ潜水艦「パーミット」の攻撃を受けるが回避し、2月14日にトラック諸島に到着する。3日後の2月17日、トラックはアメリカ第58任務部隊（マーク・ミッチャー中将）の艦載機による空襲を受ける（トラック島空襲）。荷役中だった「富士山丸」は離岸して避退したが、至近弾数発を受け船尾の大砲が転落したり後部のタンクに浸水するなどの被害が発生。クーリングパイプとボイラーの燃料送油管も損傷し、その修理のため碇泊した。その間に「富士山丸」に対して行われた攻撃は外れた。翌日未明に再び攻撃が始まり、「富士山丸」は2発被弾して後部の爆雷が爆発し、船尾から沈み始めた。11時、総員退船命令が出された。人的被害は死者は4名、負傷者5名であった。翌朝には「富士山丸」は左に傾いて沈んでおり、前部の一部のみが海面上に出ていた。
3月31日に除籍および解傭。

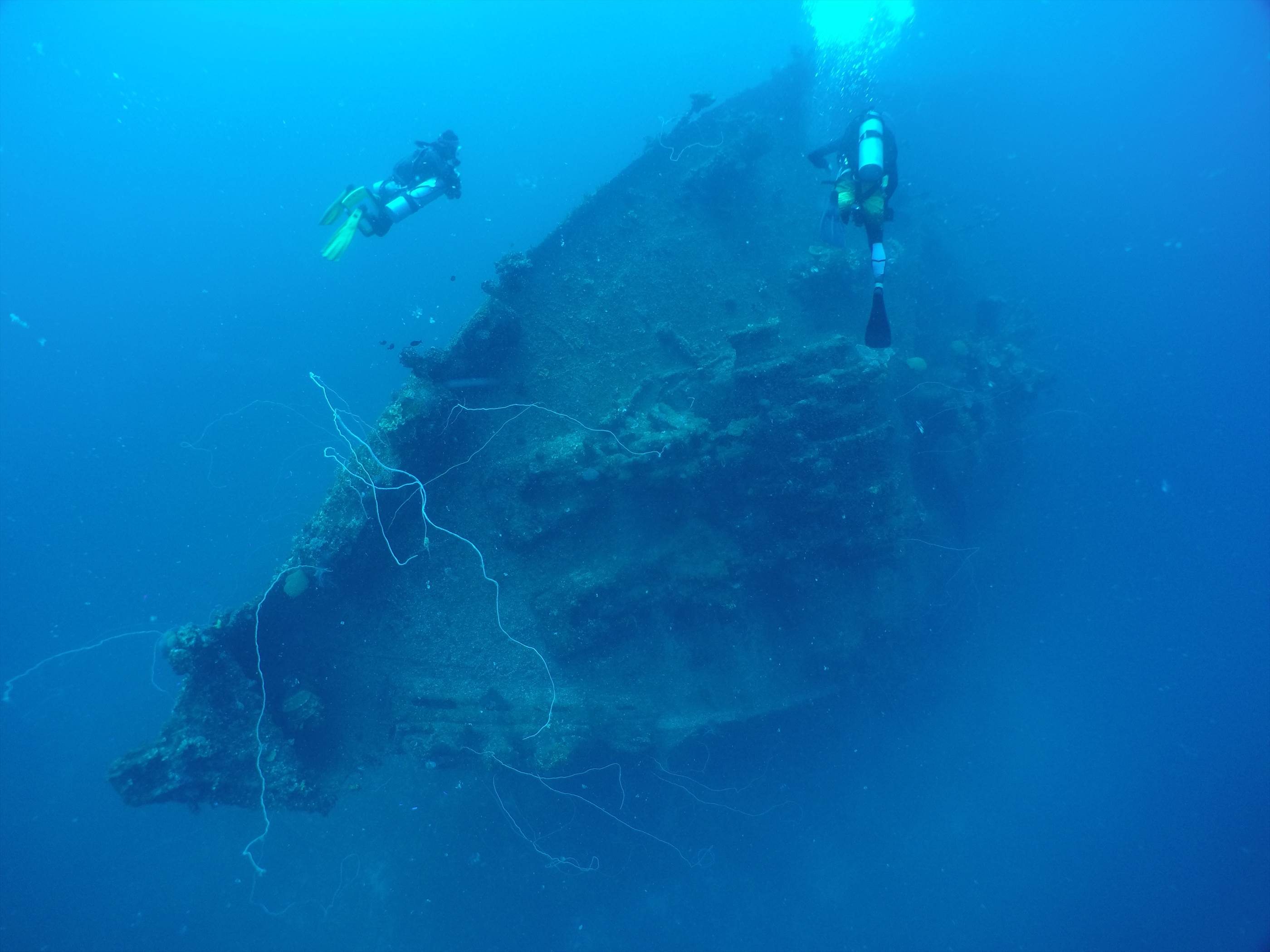
トラック諸島に沈む、富士山丸の船首

時が流れた1976年、春島の東南、水深40～60mの地点で沈没している「富士山丸」が発見された。船体は右舷に傾斜しており、船尾に直撃弾の痕があるが、それ以外は原形をとどめている。

### 監督官等
監督官
1. 槙喜久太 大佐：1941年12月10日[33] - 1943年5月15日

指揮官
1. 槙喜久太 大佐：1943年5月25日 - 1943年7月13日
2. 高山忠三 大佐：1943年7月13日[34] -

## 富士山丸・二代

### 概要
太平洋戦争時に制定された戦時標準船のうち、飯野海運にはタンカーばかり25隻が割り当てられた。そのうち、大型のTL型は1TL型と2TL型合わせて9隻が割り当てられ、そのうちの6隻は「東邦丸」にあやかって全て「邦」の字が入った船名を付け、残る3隻はその時点で喪失していた戦前所有の大型タンカーの名前を襲名させた。後者に属した二代目の「富士山丸」は昭和19年4月21日に三菱長崎造船所で起工し6月24日に進水、7月31日に竣工した。建造日数は101日で、2TL型の中では10位の記録である。
竣工後、「富士山丸」は軍の徴用を受けないまま軍事輸送に従事する陸軍配当船となり、自衛武装として、短二十糎砲1門、九六式25mm機銃を連装2基、単装11挺、九三式13mm単装機銃6挺、爆雷を装備した。
8月25日、「富士山丸」は門司出港のヒ73船団に加わって南に下り、9月5日に昭南（シンガポール）に到着。帰途は10月2日昭南出港のヒ76船団で北上するが、途中でヒ76船団から別れて高雄経由、後刻日本に帰還する。1945年（昭和20年）に入り、1月12日のヒ86船団の壊滅などで南方からの輸送ルートが風前の灯になったことを受け、1月20日付で南号作戦が発令される。この時点で南方にいた輸送船やタンカーはもとより、日本本土にあった輸送船やタンカーも順次南方に送り込まれることとなった。
「富士山丸」は1月31日門司出港のヒ95船団で朝鮮半島沿岸、中国大陸沿岸、海南島、クイニョン、カムラン湾と仮泊を続けながら南に下り、2月14日に昭南に到着。原油16,000キロリットルを積み込み、同型船の「あまと丸」（石原汽船、10,238トン）および「光島丸」（三菱汽船、10,045トン）とともにヒ96船団を編成し、2月22日に昭南を出港する。しかし、2月27日にアメリカ潜水艦「ブレニー」 (USS Blenny, SS-324) の攻撃で「あまと丸」が沈没し、瓊州海峡通過中の3月1日には爆撃を受け、「光島丸」は直撃弾を受けて修理のため香港に回航される。「富士山丸」も至近弾で損傷したが航行に支障なく、海防艦「稲木」と第81号海防艦の護衛の下に北上を続行、大陸沿岸と朝鮮半島沿岸を抜けて3月13日夕刻に門司に帰投。修理を終えた「光島丸」も3月27日に門司に到着し、かくして「富士山丸」と「光島丸」が、南方から帰り着いた最後のタンカーとなった。その後は戦況逼迫のため南方との輸送ルートも途絶し、「富士山丸」は貨物船に改装されることとなって日立造船因島工場に回航されたが、改装工事中に終戦を迎えた。
終戦後3年経った1948年（昭和23年）、日本国内の石油事情が逼迫し、アメリカ海軍管理下のタンカーだけでは日本国内でまかなえる石油全量を輸送することは無理だったので、GHQは船舶運営会に対し、日本に残ったタンカーを活用してバーレーンへの重油積み取りを4月27日付で指令する。当時「富士山丸」は因島から飯野産業舞鶴造船所に回航されて係船されていたが、昭和23年12月から1949年（昭和24年）4月29日にかけて播磨造船所呉船渠で、1億2400万円余かけてタンカーへの復旧工事が行われた。この頃、「富士山丸」はGHQの日本商船管理局（en:Shipping Control Authority for the Japanese Merchant Marine, SCAJAP）によりSCAJAP-F006の管理番号を与えられた。復旧工事とB.V.船級入級工事の完了後、「富士山丸」にバーレーンに向かい、以後1956年（昭和31年）までの7年間で28航海、そのほか北アメリカ向け航海を2航海、国内輸送で3航海、日本を介さない三国間輸送を7航海行った。この間の1954年（昭和29年）、飯野海運は鉱石運搬船の導入を決定し、所有していた2TL型を改造費が割安であるなどの理由で改造することとなった。「富士山丸」は昭和31年9月2日から11月23日にかけて飯野重工業舞鶴造船所で鉱石運搬船に改造され、「定島丸」と改名する。この時、同時に船体を短縮している。改造後、「定島丸」はマレー半島東岸ドゥングンからの鉱石輸送に従事し、1962年（昭和37年）4月に除籍の上、尾道で解体されるまで活動した。

### 同型船
戦時標準船2TL型
- あかね丸（石原汽船）
- 天栄丸（日東汽船）
- 仁栄丸（日東汽船）
- 東邦丸（二代）（飯野海運）
- 太栄丸（日東汽船）
- 光栄丸（日東汽船）
- はりま丸（石原汽船）
- せりあ丸（三菱汽船/日本油槽船）（南号作戦成功）
- ありた丸（石原汽船）
- 大邦丸（飯野海運）
- あまと丸（石原汽船）
- さばん丸（三菱汽船/乾汽船）[59]
- 海邦丸（飯野海運）
- 宗像丸（昭和タンカー）
- 玉栄丸（日東汽船/日本水産）
- 松島丸（日本海洋漁業）
- 極運丸（極洋捕鯨）
- 明石丸（西大洋漁業）
- 光島丸（三菱汽船）（南号作戦成功）
- 第二建川丸（川崎汽船）
- 東城丸（大連汽船）（南号作戦成功）
- 瑞雲丸（岡田商船）（特TL型）[60]
- 山汐丸（山下汽船）（特TL型）
- 雄洋丸（浅野物産/森田汽船）
- 勝邦丸（飯野海運）
- 忠栄丸（日東汽船）
- 千曲丸（日本郵船）
- 富島丸（三菱汽船）（戦後竣工も運輸省に売却、沈船防波堤となる）[61]
- 大杉丸（大阪商船）（戦後竣工も運輸省に売却、沈船防波堤となる）[62]
- 千種丸（日本郵船/大洋漁業）（特TL型・戦後竣工）
- 第三八紘丸（共同企業）（未成）
- 大櫻丸（未成）
- 未命名（未成）[63]

## 富士山丸・三代
第二次世界大戦終結から10年を経て、タンカーもこれまで以上に大型化されて一隻あたりの総トン数は20,000トンを超過するようになり、いわゆる「スーパータンカー」の時代に突入した。飯野海運でのスーパータンカー第1船は昭和31年に第11次計画造船で建造された「泰邦丸」（20,254トン）が最初であった。三代目の「富士山丸」は第12次計画造船に基づき、昭和31年11月24日、奇しくも二代「富士山丸」が「定島丸」と改名して鉱石運搬船に変身した翌日に播磨造船所で起工され、1957年（昭和32年）3月24日に進水、6月15日に完成した。総トン数だけを見れば20,254トンの「泰邦丸」とあまり変わらないが、重量トン数は「泰邦丸」より約1万トンも重かった。
竣工後、「富士山丸」は飯野海運のスーパータンカー船隊の一角として行動し、竣工した時点では、飯野海運最大の所有船だった。第二次中東戦争後の長期的な不況や海運集約による業界再編成、マンモスタンカーの時代を通じて20年間運航され、1977年（昭和52年）1月28日に韓国の業者に売却の上、馬山で解体された。